# Beerfelde
Beerfelde ist ein Ortsteil der Gemeinde Steinhöfel im Landkreis Oder-Spree in Brandenburg.

## Geschichte und Etymologie
Erstmals urkundlich erwähnt wurde der Ort am 16. April 1285. Die Markgrafen Otto V. und Otto IV. stellten  an diesem Tag eine Urkunde aus, in der die Rechte Fürstenwaldes bestätigt wurden. In diesem Dokument erscheint auch Ber(e)nvelde. Der Name leitet sich dabei aus dem slawischen ab, wobei sich der erste Teil von ber(e), bare für „Bär“ ableiten könnte, während der zweite Teil von velt für „freies, offenes Feld, Wiese, Weide, Lang, Gelände“ stehen kann. Beerfelde war möglicherweise eine Gründung einer gleichnamigen Familie aus der Nähe von Radebeul. Bei archäologischen Untersuchungen Anfang des 20. Jahrhunderts durch den Pastor Heßler wurden jedoch zahlreiche Gräber sowie Fundamente eines Hauses sichergestellt, die in die Bronzezeit datiert werden konnten. Ausgehend vom Kloster Lehnin wurde auch Beerfelde von den dortigen Zisterziensern betreut. Unter ihrer Leitung entstand im 13. Jahrhundert eine Dorfkirche.
Im Dreißigjährigen Krieg wurde Beerfelde vermutlich auch in Mitleidenschaft gezogen. Aus dem Jahr 1633 und 1634 ist bekannt, dass von den 50 Bauernhufen vier wüst waren, von den neun Kötterhöfen lagen drei brach. Nach dem Friedensschluss im Jahr 1648 hielten sich im Juli 1649 schwedische Reiter im Ort auf. Beerfelde erholte sich von den Kriegshandlungen und so waren 1654 lediglich noch zwei Kötterhöfe wüst.
Ob Beerfelde von den Befreiungskriegen betroffen war, ist nicht überliefert. An eine Schlacht gegen Napoleon Bonaparte erinnert jedoch ein Denkmal an einen gefallenen russischen Offizier im benachbarten Gölsdorf. Aus dem Jahr 1864 ist die Existenz von 42 Wohnhäusern überliefert. Hinzu kamen zwei Wirtschaften, ein Gutshaus, eine Schäferei sowie zwei Vorwerke. Trotz des Ausbaus der Straße nach Schönfelde im Jahr 1895 stieg die Bevölkerung nur leicht an. 1900 stehen im Ort 46 Wohnhäuser.
1917 musste die Kirchengemeinde während des Ersten Weltkrieges die Glocke der Dorfkirche abgeben. Sie ging im Zuge einer Metallspende des deutschen Volkes verloren. Zwei Jahre später ergab eine Volkszählung mit Stand 8. Oktober 1919 insgesamt 353 Einwohner, die 940 Hektar bewirtschafteten.
In Beerfelde befand sich Ende der 30er-Jahre eine Hachschara-Ausbildungsstätte zur Vorbereitung jüdischer Auswanderer nach Palästina.
Sie wurde mindestens 1941 unter der Leitung der Reichsvereinigung der Juden in Deutschland zum „Forsteinsatzlager“, in dem Zwangsarbeit vollbracht wurde. Für die Unterbringung wurde ein Gasthof verwendet. Am 3. April 1942 wurden 7 jüdische Insassen aus Beerfelde ins Ghetto Warschau deportiert. Bei Beerfelde befand sich dann ab Sommer 1943 ein Außenlager des Konzentrationslagers Sachsenhausen, Oranienburg.

### Eingemeindung
Am 31. Dezember 2001 wurde Beerfelde nach Steinhöfel eingemeindet.

### Einwohnerentwicklung
| Jahr          | 1875 | 1890 | 1910 | 1925 | 1933 | 1946 | 1993 | 2000 | 2006 |
| Einwohnerzahl | 466  | 443  | 403  | 381  | 392  | 492  | 548  | 658  | 570  |

## Kultur und Sehenswürdigkeiten
In der Liste der Baudenkmale in Steinhöfel stehen die in der Denkmalliste des Landes Brandenburg eingetragenen Baudenkmale des Ortes.
Die Dorfkirche Beerfelde ist eine frühgotische Feldsteinkirche aus der zweiten Hälfte des 13. Jahrhunderts. Im Innern stehen unter anderem die Reste eines Altarretabels aus dem Jahr 1713, ein Kanzelkorb aus dem Jahr 1675 sowie eine Orgel von Wilhelm Sauer.

## Persönlichkeiten
- Günter Hessler (1909–1968), Marineoffizier der Reichsmarine und der Kriegsmarine